# Aluvialna ravnica
Aluvialna ravnica je večinoma ravna reliefna oblika, ki nastane z dolgotrajnim odlaganjem sedimenta ene ali več rek, ki prihajajo iz visokogorskih območij. Na območju aluvialnih ravnic se odlagajo naplavnine. Poplavna ravnica je del procesa, saj zajema manjše območje, medtem ko je aluvialna ravnica večje območje in predstavlja regijo, po kateri so se v geološki zgodovini premikale poplavne ravnice.
Ko visokogorje erodira zaradi vremenskih vplivov in vodnega toka, se usedline s hribov prenašajo v nižine. Različni potoki bodo odnesli vodo naprej do reke, jezera, zaliva ali oceana. Ker se sedimenti med poplavnimi razmerami odlagajo na poplavno ravnico potoka, se bo nadmorska višina poplavne ravnice dvignila. Ker se s tem zmanjša pretok struge, bo potok sčasoma iskal nove, nižje poti, in oblikoval meander. Ostanki višjih lokacij, tipično naravnih nasipov na robovih struge, bodo zaradi bočne, vetrne in fluvialne erozije erodirali sami. Ti procesi bodo skozi čas oblikovali ravnino, regijo z majhnimi, a stalnimi spremembami reliefa (majhnimi lokalnimi spremembami nadmorske višine).
Glossary of Landform and Geologic Terms, ki ga vzdržuje National Cooperative Soil Survey Združenih držav, "aluvialno ravnino" opredeljuje kot veliko skupino rečnih reliefnih oblik (prepleteni potoki, rečne terase itd.), ki tvorijo regionalne ravnine z nizkim naklonom vzdolž gora in se raztezajo še daleč od njihovih izvirov. Uporaba "aluvialne nižine" kot splošnega, neformalnega izraza za široko poplavno ravnico ali delto z nizkim naklonom je izrecno odsvetovana. Glosar NCSS namesto tega predlaga "poplavno ravnico".